# Olaf Brockhoff
Hans Olaf Brockhoff (26. juli 1905 i Nørresundby – 22. september 1974 i Esbjerg) var en dansk fodboldspiller, som spillede i Esbjerg fB.
Efter at have fået sin fodboldopdragelse i Esbjerg, var Brockhoff med i Esbjerg fB's første kamp nogensinde efter stiftelsen i 1924.
Brockhoff var EfB's tredje A-landsholdsspiller. Han opnåede 2 kampe: 6. oktober 1935 Danmark-Finland (5-1) og 20. september 1936 Norge-Danmark (3-3). 
Olaf Brockhoff opnåede hele hele 362 førsteholdskampe for Esbjerg fB i perioden 1924-1943.